# Systropus daveyi
Systropus daveyi är en tvåvingeart som beskrevs av Wray Merrill Bowden 1967. Systropus daveyi ingår i släktet Systropus och familjen svävflugor.
Artens utbredningsområde är Nigeria. Inga underarter finns listade i Catalogue of Life.